# Eurychoria federalis
Eurychoria federalis là một loài bướm đêm trong họ Geometridae.